# Zayn ad-Din
Zayn ad-Din (in alfabeto arabo: زين الدين) è un nome proprio di persona arabo maschile.

## Varianti
- Varianti di traslitterazione: Zayn-ud-Din[2], Zainuddin[1]
  - Maghrebine: Zinedine[1]

## Origine e diffusione
Deriva dai termini arabi زين (zayn, "bellezza", "grazia") e دين (din, "religione", "fede", da cui anche Nur ad-Din, Aladino e Saladino), e il suo significato è quindi "bellezza/grazia della religione" (sottintendendo l'Islam).

## Persone

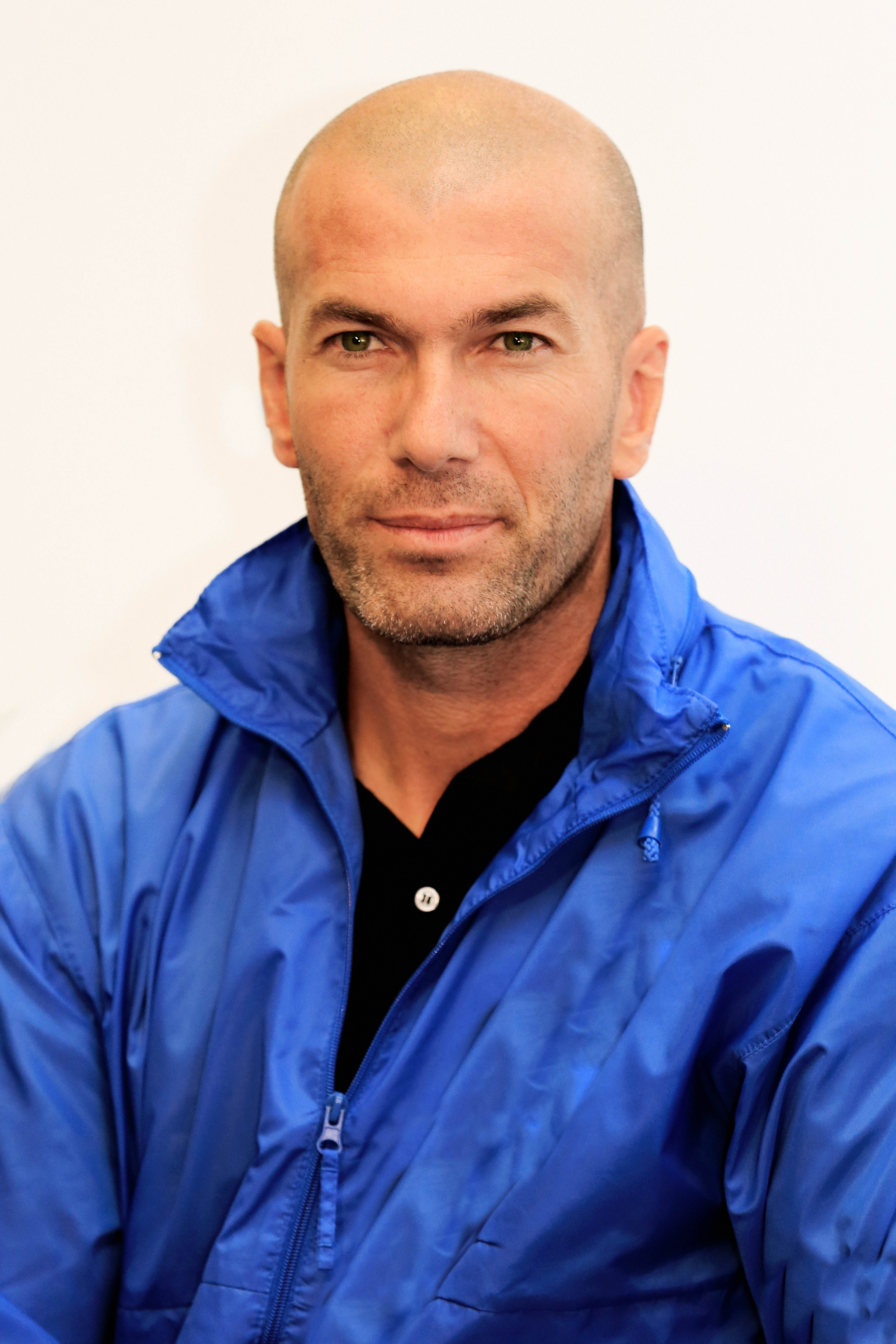
Zinédine Zidane

### Varianti
- Zinedine Ferhat, calciatore algerino
- Zinédine Machach, calciatore francese
- Zinedin Mustedanagić, calciatore bosniaco
- Zinédine Zidane, calciatore e allenatore di calcio francese